# Христіан Правда
Христіан Правда  (нім. Christian Pravda, 8 березня 1927) — австрійський гірськолижник, олімпійський медаліст.

## Виступи на Олімпіадах
| Олімпіада        | Дисципліна         | Місце  |
| ---------------- | ------------------ | ------ |
| Санкт-Моріц 1948 | слалом             | участь |
| Осло 1952        | швидкісний спуск   | 3      |
| Осло 1952        | гігантський слалом | 2      |
| Осло 1952        | слалом             | 29     |